# Violenza sessuale di gruppo
Il delitto di violenza sessuale di gruppo è stato introdotto solo di recente nel codice penale italiano. In particolare, tale fattispecie criminosa è stata inserita nel corpus del codice penale solo nel 1996, con la legge numero 66.
La violenza sessuale di gruppo, dice il codice, consiste nella partecipazione, da parte di più persone riunite, ad atti di violenza sessuale di cui all'art 609bis c.p. È un delitto contro la libertà personale.

## Le ragioni della sua introduzione nel codice penale
Per molto tempo si è discusso circa la necessità di introdurre il delitto di violenza sessuale di gruppo nel nostro codice penale; finalmente, nel 1996, il legislatore ha compiuto il grande passo.
Le ragioni che hanno guidato alla modifica del c.p. sono molte, ma alcune meritano di essere sottolineate.
Prima di tutto, una delle motivazioni che hanno portato all'introduzione del reato in esame è stata certamente quella di sottolineare il maggior disvalore che caratterizza la violenza sessuale di gruppo, rispetto al delitto di violenza sessuale ex art. 609bis.
Poi sicuramente un'altra ragione che ha determinato il mutamento di disciplina, presente oggi come nel 1996, era la richiesta, da parte dell'opinione pubblica, di maggior protezione verso atti così riprovevoli. Quindi, con riferimento a tale ultima ragione possiamo dire che il legislatore ha fatto leva su quella che comunemente viene chiamata funzione simbolica o deterrente del diritto penale.

## Soggetti attivi
Il reato in esame viene definito plurisoggettivo, in quanto deve essere compiuto da più persone. La dottrina più autorevole ritiene che il numero minimo di soggetti attivi, necessari per il compimento dell'azione, siano due.

## Condotta tipica
Essa consiste nella partecipazione, da parte di più persone ad atti di violenza sessuale.
Per atto sessuale normalmente si intende: qualsiasi atto diretto ed idoneo ad invadere la sfera sessuale della vittima, in modo tale da esprimere l'impulso sessuale dell'agente.
Rientrano nel concetto sopra riportato atti violenti come un rapporto sessuale coatto, ma sicuramente anche atti di minor disvalore come ad es. i toccamenti, gli sfregamenti tra corpi, i palpeggiamenti ecc.
Questi atti sessuali devono essere compiuti con la partecipazione di più persone riunite.
A questo punto bisogna rilevare che la giurisprudenza più recente ritiene che sia possibile punire, a titolo di violenza sessuale di gruppo, anche chi, pur non avendo commesso atti sessuali a danno della vittima, abbia semplicemente contribuito a che questi venissero compiuti da altri sul soggetto passivo.
A tal proposito è quindi sufficiente che l'agente tenga un qualsiasi comportamento idoneo a contribuire alla commissione dell'atto sessuale, poi materialmente commesso da altri. (es. tenere la vittima, assistere all'atto sessuale stando nella stessa stanza ecc.).
Tale rigorosità è dovuta al fatto che, nel reato in esame, l'elemento di maggior disvalore rispetto ad un semplice atto di violenza sessuale è dato dalla presenza del "gruppo", che intimorisce maggiormente la vittima e le dà la sensazione di non poter opporre alcuna resistenza.
Per questa ragione, la mera presenza, consapevole di una persona all'atto sessuale può rafforzare da un lato il gruppo stesso e dall'altro contribuisce ad intimorire la persona offesa.

## Elemento soggettivo
È il dolo, cioè la coscienza e volontà di realizzare la violenza sessuale insieme ad altri partecipanti.

## Aggravanti
La pena è aumentata (fino ad un terzo), se ricorrono le aggravanti previste per il reato di violenza sessuale.

## Attenuanti
La pena è diminuita per il partecipante la cui opera abbia avuto minima importanza nella preparazione o nella esecuzione del reato. La pena è altresì diminuita per chi sia stato determinato a commettere il reato quando concorrono le condizioni stabilite dai numeri 3) e 4) del primo comma e dal terzo comma dell'articolo 112 (v. circostanza aggravante nel concorso di persone nel reato).